# Histoire de Béjaïa
 (janvier 2023).
 (janvier 2023).
La mise en forme du texte ne suit pas les recommandations de Wikipédia : il faut le « wikifier ».
Les points d'amélioration suivants sont les cas les plus fréquents. Le détail des points à revoir est peut-être précisé sur la page de discussion.
- Les titres sont pré-formatés par le logiciel. Ils ne sont ni en capitales, ni en gras.
- Le texte ne doit pas être écrit en capitales (les noms de famille non plus), ni en gras, ni en italique, ni en « petit »…
- Le gras n'est utilisé que pour surligner le titre de l'article dans l'introduction, une seule fois.
- L'italique est rarement utilisé : mots en langue étrangère, titres d'œuvres, noms de bateaux, etc.
- Les citations ne sont pas en italique mais en corps de texte normal. Elles sont entourées par des guillemets français : « et ».
- Les listes à puces sont à éviter, des paragraphes rédigés étant largement préférés. Les tableaux sont à réserver à la présentation de données structurées (résultats, etc.).
- Les appels de note de bas de page (petits chiffres en exposant, introduits par l'outil «  Source ») sont à placer entre la fin de phrase et le point final[comme ça].
- Les liens internes (vers d'autres articles de Wikipédia) sont à choisir avec parcimonie. Créez des liens vers des articles approfondissant le sujet. Les termes génériques sans rapport avec le sujet sont à éviter, ainsi que les répétitions de liens vers un même terme.
- Les liens externes sont à placer uniquement dans une section « Liens externes », à la fin de l'article. Ces liens sont à choisir avec parcimonie suivant les règles définies. Si un lien sert de source à l'article, son insertion dans le texte est à faire par les notes de bas de page.
- La présentation des références doit suivre les conventions bibliographiques. Il est recommandé d'utiliser les modèles {{Ouvrage}}, {{Chapitre}}, {{Article}}, {{Lien web}} et/ou {{Bibliographie}}. Le mode d'édition visuel peut mettre en forme automatiquement les références.
- Insérer une infobox (cadre d'informations à droite) n'est pas obligatoire pour parachever la mise en page.

Pour une aide détaillée, merci de consulter Aide:Wikification.
Si vous pensez que ces points ont été résolus, vous pouvez retirer ce bandeau et améliorer la mise en forme d'un autre article.

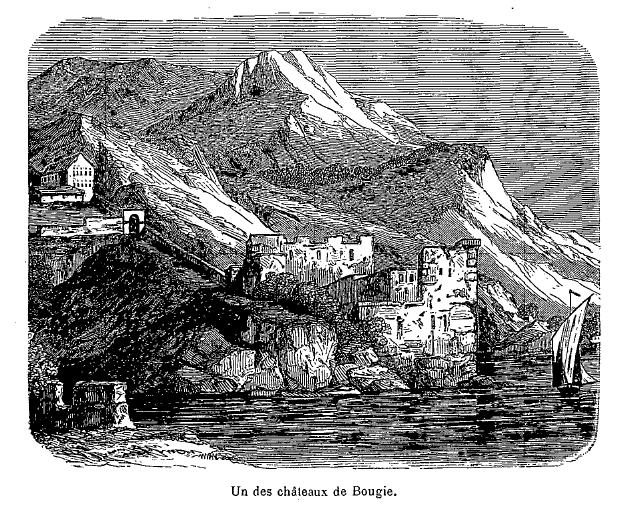
Un des châteaux de Bougie.

Située au cœur de l’espace méditerranéen, Béjaïa (ville d'Algérie qui donna son nom aux petites chandelles Bougia, bijaia, Bigaia, bougie et pas Béja en Tunisie; (les bougies) et à partir de laquelle les chiffres arabes ont été popularisés en Europe, renferme de nombreux sites naturels et vestiges historiques, qui témoignent encore aujourd’hui des fastes de sa longue histoire. Son tissu urbain est caractérisé par une continuité ininterrompue d’occupation depuis l’Antiquité. En effet, l’occupation préhistorique de la région de Béjaïa est remarquable par les nombreux sites et gisements ibéromaurusiens (de -200 000 à −10 000 ans) que l’on rencontre, notamment dans les Babors septentrionaux. Sous forme de semis d’industries de plein air ou d’habitats d’abris sous roche, ces gisements ont livré de nombreux restes humains se rapportant à la première nappe d’Homo sapiens d’Afrique du Nord, l’Homme de Mechta-Afalou, des industries, des structures d’habitats et surtout, des manifestations artistiques.

## Antiquité
La position géographique privilégiée de la région se prêtait à l’installation d’un comptoir phénicien ou punique. De fait, un habitat phénicien serait attesté par une sépulture dont la chronologie demeure cependant à contrôler. Un culte à Saturne, fortement marqué par la tradition autochtone y est connu. C’est en 27/26 av. J.-C. que le Romain Octave y fonda la colonie Julia Augusta Saldensium Septimana Immunis, pour les vétérans de la legio VIII Augusta. Au moment de la constitution de la colonie, cette région n’aurait pas encore appartenu à l’empire, mais elle se serait trouvée à la frontière du royaume de Juba II. Ce n’est qu’en 42 apr. J.-C. que fut créée la province de Maurétanie césarienne. À la suite de la réforme de Dioclétien, le territoire de la ville devint partie intégrante de la Maurétanie sitifienne. La ville fut siège épiscopal, comme l’atteste la mention d’un évêque Salditanus dans la Notitia episcoporum de 484.
Le ravitaillement en eau de la ville était assuré par un aqueduc qui captait la source de Toudja, sur la flanc du massif d Aghbalou, à 16,5 km à l’ouest de Saldae. Une célèbre inscription de Lambèse nous renseigne sur les péripéties liées au creusement du canal pour le passage de l’aqueduc. Selon les thèses traditionnelles, l’aqueduc aurait constitué un exemple d’ouvrage de génie civil, réalisé par la main d’œuvre militaire. D’après les nouvelles conclusions de J.-P. Laporte (1994), la première intervention, vers 137, se serait limitée à une étude de faisabilité. Les travaux auraient duré de 4 à 6 ans et le rôle de l’armée se serait cantonné à la mise à disposition du chantier d’un technicien de haut niveau (un géomètre spécialisé), en la personne de Nonius Datus. À Tiahmaïne, en bordure de route, au milieu de maisons construites depuis l'indépendance, on peut voir huit piliers dont l'un porte une marque romaine (de la légion ?).

## Époque médiévale

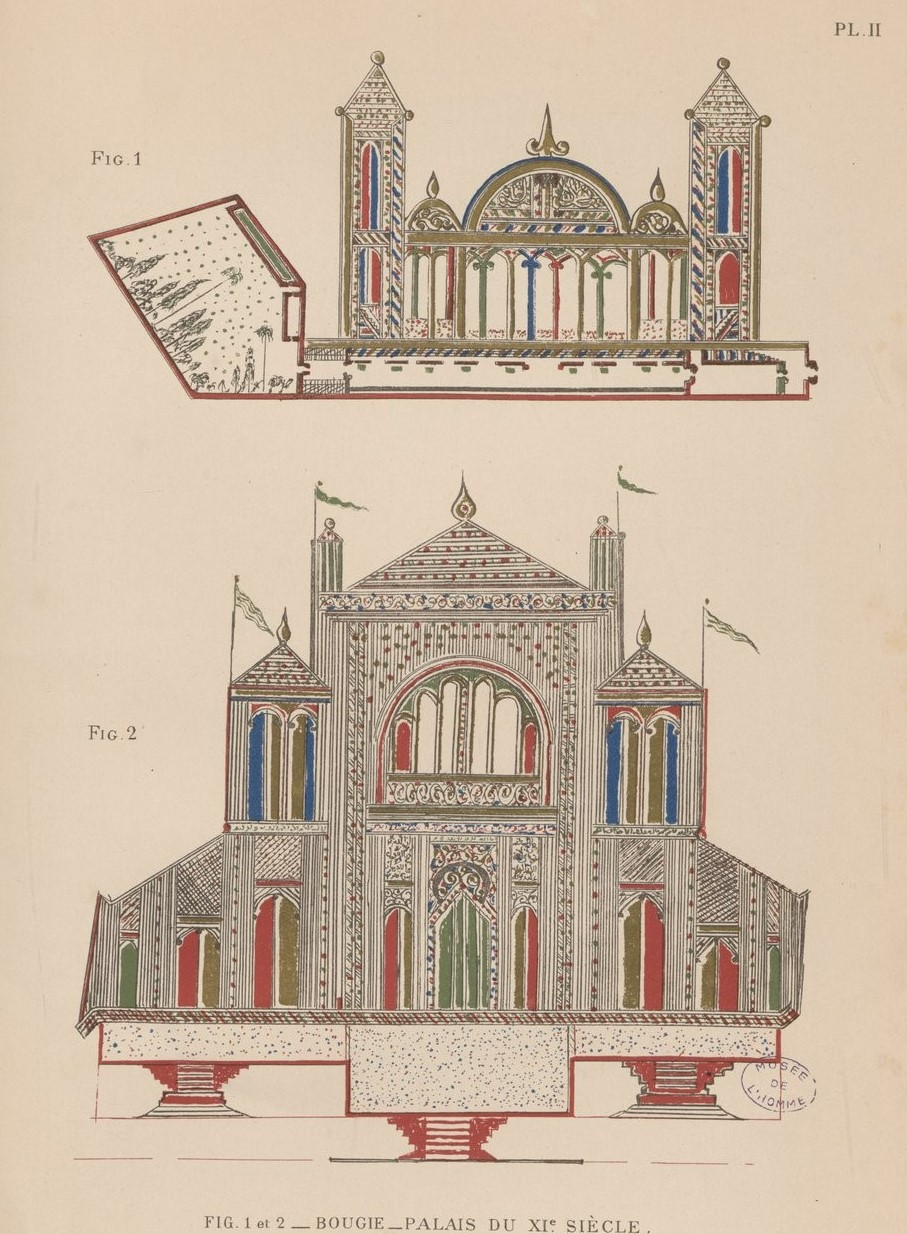
Le palais hammadide de Bougie au XIe siècle.

Vers le milieu du XIe siècle, la carte politique du Maghreb est bouleversée. Le royaume berbère des Hammadides, en conflit avec les Almoravides à l’Ouest et avec les Zirides à l’Est, mais c'est surtout l'invasion hilalienne menaçant directement leur capitale El-Kalâa fondée par en-Naçir qui pousse le sultan el-Mansour à la transférer vers l'actuelle Béjaïa.  L’antique Saldae inaugure ainsi son rôle historique et deviendra l’une des villes les plus prospères du Maghreb.
En 1136, elle repoussa une expédition de la flotte génoise, mais fut prise par les Almohades en 1152. « Les vaisseaux, écrivait Al Idrissi à l'époque du triomphe almohade, y abordent, les caravanes y viennent et c'est un entrepôt de marchandises. Les habitants sont riches et plus habiles dans divers arts et métiers qu'on ne l'est généralement ailleurs, en sorte que le commerce y est florissant. Les marchands de cette ville sont en relation avec ceux de l'Afrique occidentale ainsi qu'avec ceux du Sahara et de l'Orient ; on y entrepose beaucoup de marchandises de toute espèce. Autour de la ville sont des plaines cultivées, où l'on recueille du blé, de l'orge et des fruits en abondance. On y construit de gros bâtiments, des navires et des galères, car les montagnes environnantes sont très boisées et produisent de la résine et du goudron d'excellente qualité... Les habitants se livrent à l'exploitation des mines de fer qui donnent de très bon minerai. En un mot la ville est très industrieuse. » (trad. de Goeje et Dozy.).
Elle redevint une place commerciale, scientifique et culturelle prospère sous les Hafsides du XIIIe au XVe siècle. Cette période médiévale représente l’âge d’or de la ville, notamment grâce à l’impulsion du prince Hammadide al-Nasir. Tour à tour capitale d’un État indépendant, puis chef-lieu de province d’un empire, la configuration de sa population (qui selon le voyageur Léon l'Africain s’éleva à plusieurs dizaines de milliers d’habitants) était très significative. Cette population était constituée en majorité de lettrés et commerçants kabyles et d’habiles artisans andalous organisés en communauté dite (al-Jama`a al-Andalusiya) cohérente, habile et dirigée par un cheikh appelé également (Amezwar Ayt-Wandlus). Enfin il y avait une minorité juive autochtone ou réfugiée d'Espagne, ainsi qu’une colonie chrétienne. La présence de cette dernière est attestée par la fameuse lettre du pape Grégoire VII au souverain al-Nasir en 1076. Selon Mas Latrie qui a publié ce document d’archive, « jamais pontife romain n’a aussi affectueusement marqué sa sympathie à un prince musulman ». Par la suite, les relations officielles et commerciales avec les républiques chrétiennes de Gênes, Pise, Venise, Marseille, Catalogne et enfin Majorque sont caractérisées par la signature de traités de commerce, de paix, traités sur les biens des naufragés… L’importance de ce commerce est illustrée par la présence dans la ville de fondouks et de consulats de ces républiques chrétiennes :
Achat de marchandises maghrébines et sahariennes, de produits de l’artisanat local, notamment les « petites chandelles » de Bougie. En effet, selon le géographe Al Idrissi : « Les marchands de cette ville sont en relation avec ceux de l’Afrique occidentale ainsi qu’avec ceux du Sahara et de l’Orient ». « Les vaisseaux qui naviguent vers elle » passaient par l’arceau de Bab El-Bahr (la porte de la mer) et faisaient réparer leurs avaries sur les chantiers de Dar  Senaa (Arsenal).
Le rôle joué par Bougie dans la transmission du savoir au Moyen Âge est confirmé par les séjours plus ou moins longs de personnalités scientifiques et littéraires prestigieuses, versées dans tous les domaines de la connaissance : le métaphysicien andalou Ibn Arabi, le mathématicien italien Leonardo Fibonacci, le philosophe catalan Raymond Lulle, l’historien Ibn Khaldun, le poète sicilien Ibn Hamdis… Il en est de même pour les personnalités religieuses (Abou Madyane, Sidi Bou Saïd, Thaâlibi...) et les voyageurs (Al Idrissi, Ibn Battuta, Léon l'Africain…). Rappelons enfin que le Mahdi Almohade Ibn Toumert y déploya son activité réformatrice, notamment par sa prédication en langue berbère. C'est durant son exil à Mellala, un petit village près de la ville qu’il rencontra le célèbre Abd al-Mumin (qui lui succédera à la tête de l’empire almohade) et lui enseigna sa doctrine unitaire.
Plus qu'un lieu de passage, Béjaïa apparait comme un lieu de rencontre, une ville où l'on se fixe volontiers. Néanmoins, la ville reste essentiellement un point incontournable pour les savants sur la route menant vers l'Orient. L'œuvre d'al-Ghubrini, 'Unwan al-diraya, dresse le portrait d'une élite intellectuelle musulmane établit ou de passage à Béjaïa. Ce recueil de biographie permet ainsi de mettre en lumière la diversité culturelle de la région puisque le deux tiers des savants mentionnés sont étrangers à la ville de Béjaïa, pour la plupart, originaire d'al-Andalus ou de l'Ifriqiya.

## Coexistence religieuse

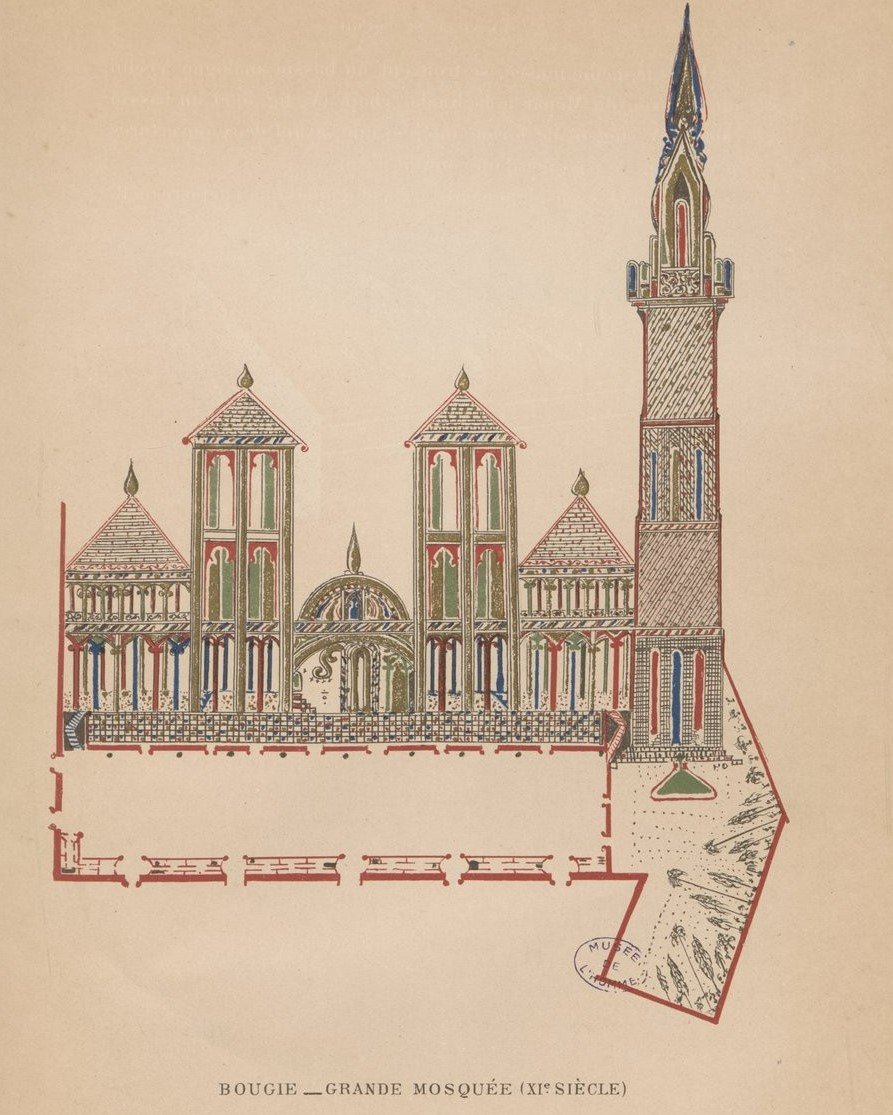
La Grande mosquée de Béjaïa de l'époque Hammadide au XIe siècle.

En 1067 sous les Hammadides, la ville romaine de Saldae renaît  et attire très vite nombre de familles musulmanes, chrétiennes et juives. Les Juifs de Bougie importaient de l'argent européen destiné à l'artisanat local : ils pratiquaient également le négoce du sel, du cuir, des textiles, de la cire et des esclaves. À la suite des persécutions almohades, la communauté juive disparaît en 1147. Cependant en 1250 alors sous les Hafsides, les Juifs de Béjaïa connaissent un véritable essor économique notamment dans le commerce qu'ils font avec les juifs de Majorque et Marseille, attestés par plusieurs documents, dont ceux de la famille Ferrusol. La ville est alors à son apogée culturel.
À la suite des persécutions contre les Juifs, des bateaux de Valence et Cadiz prennent voile vers Bejaïa. La communauté de Bougie est alors l'une des plus prospères du pays et est dirigée par un rabbin du nom de Duran, originaire de Denia , installé à la période Almohade et fut par la suite aidée de rabbins lettrés venus de Valence tels que Rabbi Benjamin Amar ou Rabbi Amran Amar. À Bougie, les Juifs locaux supportent mal la concurrence des expulsés (mégorachim). Outre les connaissances techniques professionnelles, ils arrivent avec des capitaux importants, visiblement beaucoup plus que ceux dont disposaient les Juifs locaux et exerçaient de ce fait une concurrence jugée déloyale. Cette concurrence semble d'autant plus importante lorsqu'une anecdote cite un rabbin devant intervenir pour atténuer la démarche de certains juifs auprès des autorités musulmanes visant à empêcher le débarquement de quarante cinq familles juives andalouses attendant au port pour débarquer. Ils sont suivis par l'arrivée de musulmans fuyant l'Inquisition espagnole, formant une communauté qualifiée de al-Jama`a al-Andalusiya par Léon l'Africain.
Il a été attesté par plusieurs écrivains et historiens de l’époque que les juifs de Bougie étaient, au XVIe siècle, en majorité des artisans bijoutiers et cordonniers. À son apogée au XVIe siècle, la cité des Beni Abbès est une véritable ville forteresse de 80 000 âmes, dont 300 juifs et une synagogue,. Elle rivalise alors avec Tunis. Il a été établi par certains historiens que les Juifs andalous y introduisent un nouvel art importé de leur ancien pays, l'orfèvrerie émaillée, une technique permettant la création de bijoux et ciselures d'armes sophistiqués. Lorsqu'il mentionne les communautés juives de l'intérieur du même siècle, Hischberg cite la Kalaa au côté de Médéa et Miliana. Les localités du royaume des Abbasides accueillent nombre de réfugiés de Bougie. Il y avait, parmi ces réfugiés, des constructeurs, des orfèvres, des ébénistes  qui allaient mettre leur savoir-faire au service des populations locales,. Au XIXe siècle, la plupart des bijoutiers et orfèvres de la vallée de la Soummam sont encore tous juifs. En 1850 à la suite de la révolte des Mokrani, les Juifs quittent la compagne pour les colonies françaises de Sétif, Bejaïa et Alger  . On mentionne une petite population juive installée à Dellys.

## Période espagnole et ottomane

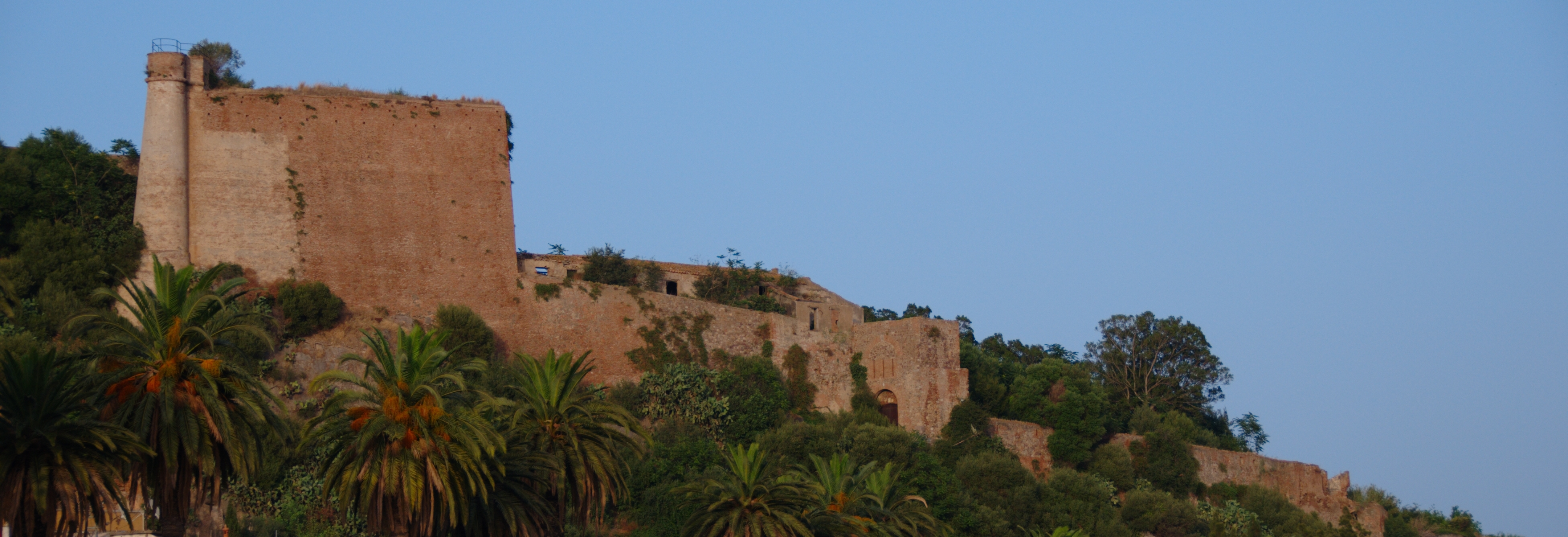
Citadelle (Kasbah) au-dessus du port de Béjaïa, d'époque hammadide. Elle fut disputée par les Espagnols et les Ottomans.

Le milieu du XIVe siècle fut marqué par la recrudescence de la « course ». Selon Ibn Khaldoun, les Bougiotes ne tardèrent pas à se signaler parmi les corsaires les plus redoutés des marins chrétiens. Voulant établir des comptoirs de type colonial sur la côte algérienne, les Espagnols sur la lancée de la Reconquista, en 1510, la ville est prise par l'Espagnol Pedro Navarro. Les palais Hammadides sont détruits et le Sultan de Bejaïa Abderrahmane est poussé à la fuite. Les Espagnols persécutent fortement la population. Ils organisent à partir de cette position des razzias dans l'arrière-pays. Les conquérants soumirent les habitants aux lois de l'inquisition espagnole en vigueur. La plupart des habitants de Bejaïa fuit et la ville se trouve vidée. Ils se divisent, les uns trouvent refuge à Jijel tandis que les autres retrouvent le sultan Abderahman de Bougie  sur les monts des Bibans où sa dynastie fonde un petit royaume autour de la Kalaâ des Béni Abbas,, cependant la ville ne se rétablit pas des assauts. Attaqués en 1512 par Arudj Barberousse et les Berbères, les Espagnols résistent et se maintiennent jusqu'en 1555, dans des conditions difficiles, car la ville est continuellement bloquée par les autochtones. En 1541, la ville reçoit la visite de l'empereur Charles Quint élu empereur du Saint-Empire romain germanique en 1519. Charles Quint est le monarque chrétien le plus puissant de la première moitié du XVIe siècle. En 1671, la ville est visée par les Anglais conduits par Edward Spragge qui la bombardent pour faire cesser les attaques corsaires contre leurs navires.
En 1555, Salah Rais avec l'aide de contingents kabyles alliés, assiège la ville et oblige le gouverneur espagnol Don Alphonso de Peralta à capituler. Béjaïa devient une redoutable ville berbéro-ottomane de corsaires. En 1823 les populations des Bibans et de Béjaïa se soulèvent et s'emparent du caïd de la ville. En 1825, l'agha Yahia, commandant des troupes venues d'Alger, envahit la ville et lance des opérations de répression sur des populations de La Soummam. Des Kabyles de Béjaïa se joignent aux Turcs pour soumettre les tribus en révoltes. L'agha Yahia, chef militaire de la Régence, ne parvient pas à soumettre la région. La ville reste ensuite tributaire de la régence d'Alger jusqu'en 1830.
Avec les Ottomans, Béjaïa perdit son statut de capitale, même si elle continua encore à jouer son rôle très important de chantier de construction navale.

## Période de la colonisation française
En 1830, les Français se lancent à la conquête de l'Algérie. Au début, l'expédition est dirigée contre Alger. Mais très tôt, les envahisseurs cherchent à occuper l'ensemble du pays, contre laquelle sont dirigées plusieurs expéditions. La ville de Béjaïa passée sous le contrôle de la tribu des Mezzaïa après la chute du dey d'Alger, connaît plusieurs incidents avec des navires français et anglais. le commandant en chef Théophile Voirol lance une nouvelle expédition conduite par le général Trézel, la ville est prise le 29 septembre 1833, après une résistance intense de ses habitants. Cependant les Français ne parviennent pas à en conquérir les alentours.
La ville et sa région opposent une farouche résistance à la présence coloniale française et prennent part à plusieurs soulèvements et insurrections, comme celle de Lalla Fadhma N' Soummer en 1857, celle du marabout Bou-Baghla, et surtout la grande révolte du Cheikh El Mokrani et du Cheikh Aheddad en 1871.
Le 8 mai 1945, la répression conduite par les forces coloniales françaises à Kherrata, où la marine de guerre est mise à contribution pour un bombardement naval des côtes de la région de Bougie, fait des milliers de victimes. En 1949, au sein du principal mouvement nationaliste algérien d'alors, le PPA-MTLD, éclate  la « crise berbériste » : elle oppose à la direction du parti des militants en désaccord avec sa ligne dite « arabo-islamique ». Certains sont éliminés, d'autres, sous la menace de l'exclusion, se rallient à l'orientation alors dominante.
Pendant la guerre d'indépendance algérienne, l'organisation du FLN et de l'ALN crée pour la première fois un territoire administratif kabyle, la wilaya III. C'est que la région se trouve au cœur de la résistance au colonialisme français.